# Stian Bjørge
Stian Bjørge (ur. 31 lipca 1976 w Skien) – norweski łyżwiarz szybki.
W wieku 25 lat Bjørge uczestniczył w Zimowych Igrzyskach Olimpijskich 2002 w Salt Lake City. Brał wówczas udział w jednej konkurencji łyżwiarstwa szybkiego, biegu na 5000 m, gdzie zajął 26. miejsce.

## Rekordy życiowe
| Dystans  | Czas     | Data             | Miejsce        |
| -------- | -------- | ---------------- | -------------- |
| 500 m    | 37,88    | 16 marca 2000    | Calgary        |
| 1000 m   | 1.14,57  | 29 stycznia 2000 | Hamar          |
| 1500 m   | 1.49,15  | 17 marca 2001    | Calgary        |
| 3000 m   | 3.49,07  | 16 marca 2001    | Calgary        |
| 5000 m   | 6.28,77  | 17 marca 2001    | Calgary        |
| 10 000 m | 13.38,75 | 11 marca 2001    | Salt Lake City |
| Źródło:  |          |                  |                |